# Campanarios municipales de Bélgica y Francia
Un conjunto de cincuenta y seis campanarios, de tipo "beffroi", en Bélgica y Francia fue declarado por la Unesco como un lugar Patrimonio de la Humanidad, en reconocimiento a la manifestación arquitectónica de la emergente independencia cívica del Flandes histórico y las regiones vecinas de influencias feudales y religiosas, llevando a un grado de democracia local de gran significado en la historia de la Humanidad.
La Unesco inscribió 32 torres en su lista de «Campanarios de Flandes y Valonia» en 1999. En 2005, el campanario de Gembloux en la región valona de Bélgica y 23 campanarios de las regiones de Norte-Paso de Calais y Picardía en el extremo norte de Francia fueron añadidas a la lista que fue rebautizada como «Campanarios de Bélgica y Francia». Una destacada omisión es el campanario del Ayuntamiento de Bruselas, pues ya era parte de la Grand Place, lugar también Patrimonio de la Humanidad.
Aparte de campanarios cívicos, o edificios como los ayuntamientos que bastante obviamente han prestado un servicio similar, la lista incluye edificios religiosos que también sirvieron como atalayas o campanarios de alarma: la Catedral de Nuestra Señora en Amberes, la Torre de San Rumoldo en Malinas y la Iglesia de San Leonardo en Zoutleeuw (las tres en Flandes, Bélgica). Pocas de las torres son exentas. 

## Campanarios municipales de Bélgica y Francia
El sombreado tiene el siguiente significado:
| Imagen | n.º ID     | Nombre                                                                                           | Localización     | Departamento / provincia        | País    |  |
|        | ID 943-001 | Casa de los Concejales con campanario                                                            | Aalst            | Provincia de Flandes Oriental   | Bélgica |  |
|        | ID 943-002 | Catedral de Nuestra Señora                                                                       | Amberes          | Provincia de Amberes            | Bélgica |  |
|        | ID 943-003 | Ayuntamiento de Amberes                                                                          | Amberes          | Provincia de Amberes            | Bélgica |  |
|        | ID 943-004 | Campanario conocido como Halletoren (Torre de las Salas) y salas del Mercado                     | Brujas           | Provincia de Flandes Occidental | Bélgica |  |
|        | ID 943-005 | Ayuntamiento con campanario                                                                      | Dendermonde      | Provincia de Flandes Oriental   | Bélgica |  |
|        | ID 943-006 | Ayuntamiento y campanario                                                                        | Diksmuide        | Provincia de Flandes Occidental | Bélgica |  |
|        | ID 943-007 | Ayuntamiento con campanario                                                                      | Eeklo            | Provincia de Flandes Oriental   | Bélgica |  |
|        | ID 943-008 | Campanario, Lonja de los Paños y Mammelokker                                                     | Gante            | Provincia de Flandes Oriental   | Bélgica |  |
|        | ID 943-009 | Antiguo ayuntamiento y 'Laken' (Paño)                                                            | Herentals        | Provincia de Amberes            | Bélgica |  |
|        | ID 943-010 | Lonja de los Paños con campanario                                                                | Ypres            | Provincia de Flandes Occidental | Bélgica |  |
|        | ID 943-011 | Campanario conocido como Halletoren (Torre de la Sala)                                           | Cortrique        | Provincia de Flandes Occidental | Bélgica |  |
|        | ID 943-012 | Iglesia de San Pedro y torre                                                                     | Lovaina          | Provincia del Brabante Flamenco | Bélgica |  |
|        | ID 943-013 | Ayuntamiento y campanario                                                                        | Lier             | Provincia de Amberes            | Bélgica |  |
|        | ID 943-014 | Anterior ayuntamiento con campanario, actualmente un hotel                                       | Lo-Reninge (Lo)  | Provincia de Flandes Occidental | Bélgica |  |
|        | ID 943-015 | Antigua lonja del Paño y campanario (parte más antigua del actual Ayuntamiento de Malinas        | Malinas          | Provincia de Amberes            | Bélgica |  |
|        | ID 943-016 | Torre de San Rumoldo de la catedral                                                              | Malinas          | Provincia de Amberes            | Bélgica |  |
|        | ID 943-017 | Ayuntamiento y campanario adyacente                                                              | Menen            | Provincia de Flandes Occidental | Bélgica |  |
|        | ID 943-018 | Sala del Grano conocida como Stadshalle (Sala del Mercado de la ciudad), con campanario          | Nieuwpoort       | Provincia de Flandes Occidental | Bélgica |  |
|        | ID 943-019 | Ayuntamiento con campanario                                                                      | Oudenaarde       | Provincia de Flandes Oriental   | Bélgica |  |
|        | ID 943-020 | Ayuntamiento, Sala del Mercado de la ciudad y campanario                                         | Roeselare        | Provincia de Flandes Occidental | Bélgica |  |
|        | ID 943-021 | Ayuntamiento con torre                                                                           | Sint-Truiden     | Provincia de Limburgo           | Bélgica |  |
|        | ID 943-022 | Campanario conocido como Hallentoren (Torre de las Salas), Sala de Paño y Sala de los Concejales | Tielt            | Provincia de Flandes Occidental | Bélgica |  |
|        | ID 943-023 | Iglesia de San Germano con Stadstoren (Torre de la ciudad)                                       | Tienen           | Provincia del Brabante Flamenco | Bélgica |  |
|        | ID 943-024 | Basílica de Nuestra Señora con Stadstoren (Torre ciudadana)                                      | Tongeren         | Provincia de Limburgo           | Bélgica |  |
|        | ID 943-025 | Landhuis ("casa de campo", anterior sede del vizcondado de Veurne-Ambacht) y campanario          | Veurne           | Provincia de Flandes Occidental | Bélgica |  |
|        | ID 943-026 | Iglesia de San Leonardo                                                                          | Zoutleeuw        | Provincia del Brabante Flamenco | Bélgica |  |
|        | ID 943-027 | Campanario del ayuntamiento                                                                      | Binche           | Provincia de Henao              | Bélgica |  |
|        | ID 943-028 | Campanario del ayuntamiento                                                                      | Charleroi        | Provincia de Henao              | Bélgica |  |
|        | ID 943-029 | Campanario de Mons                                                                               | Mons             | Provincia de Henao              | Bélgica |  |
|        | ID 943-030 | Campanario de Namur                                                                              | Namur            | Provincia de Namur              | Bélgica |  |
|        | ID 943-031 | Campanario                                                                                       | Thuin            | Provincia de Henao              | Bélgica |  |
|        | ID 943-032 | Campanario de Tournai                                                                            | Tournai          | Provincia de Henao              | Bélgica |  |
|        | ID 943-033 | Campanario del ayuntamiento                                                                      | Armentières      | Norte                           | Francia |  |
|        | ID 943-034 | Campanario del ayuntamiento                                                                      | Bailleul         | Norte                           | Francia |  |
|        | ID 943-035 | Campanario                                                                                       | Bergues          | Norte                           | Francia |  |
|        | ID 943-036 | Campanario de la iglesia de San Martín                                                           | Cambrai          | Norte                           | Francia |  |
|        | ID 943-037 | Campanario del ayuntamiento                                                                      | Comines          | Norte                           | Francia |  |
|        | ID 943-038 | Campanario del ayuntamiento                                                                      | Douai            | Norte                           | Francia |  |
|        | ID 943-039 | Campanario de la iglesia de San Eligio                                                           | Dunkerque        | Norte                           | Francia |  |
|        | ID 943-040 | Beffroi de Dunkerque                                                                             | Dunkerque        | Norte                           | Francia |  |
|        | ID 943-041 | Campanario                                                                                       | Gravelinas       | Norte                           | Francia |  |
|        | ID 943-042 | Campanario del ayuntamiento                                                                      | Lille            | Norte                           | Francia |  |
|        | ID 943-043 | Campanario del ayuntamiento                                                                      | Loos             | Norte                           | Francia |  |
|        | ID 943-044 | Campanario del ayuntamiento                                                                      | Aire-sur-la-Lys  | Paso de Calais                  | Francia |  |
|        | ID 943-045 | Campanario del ayuntamiento                                                                      | Arrás            | Paso de Calais                  | Francia |  |
|        | ID 943-046 | Campanario de Béthune                                                                            | Béthune          | Paso de Calais                  | Francia |  |
|        | ID 943-047 | Campanario del ayuntamiento                                                                      | Boulogne-sur-Mer | Paso de Calais                  | Francia |  |
|        | ID 943-048 | Campanario del ayuntamiento                                                                      | Calais           | Paso de Calais                  | Francia |  |
|        | ID 943-049 | Campanario del ayuntamiento                                                                      | Hesdin           | Paso de Calais                  | Francia |  |
|        | ID 943-050 | Campanario de Abbeville                                                                          | Abbeville        | Somme                           | Francia |  |
|        | ID 943-051 | Campanario                                                                                       | Amiens           | Somme                           | Francia |  |
|        | ID 943-052 | Campanario de la anterior Sala Municipal, actualmente el centro de información turística         | Doullens         | Somme                           | Francia |  |
|        | ID 943-053 | Campanario en los restos de la puerta de la ciudad                                               | Lucheux          | Somme                           | Francia |  |
|        | ID 943-054 | Campanario                                                                                       | Rue              | Somme                           | Francia |  |
|        | ID 943-055 | Campanario                                                                                       | Saint-Riquier    | Somme                           | Francia |  |
|        | ID 943-056 | Campanario                                                                                       | Gembloux         | Provincia de Namur              | Bélgica |  |